# Marek Matiaško
Marek Matiaško (ur. 28 października 1977 w Bojnicach) – słowacki biathlonista. Wystąpił na trzech olimpiadach w Salt Lake City w 2002, w Turynie w 2006 oraz na Igrzyskach w Vancouver. Z zawodu jest żołnierzem. Ma jedno dziecko.

## Osiągnięcia

### Zimowe Igrzyska Olimpijskie
| 2002 Salt Lake City/Park City (USA)    | 52. miejsce (IN), 39. miejsce (SP), 43. miejsce (PU)                  |
| 2006 Turyn/Cesana San Sicario (Włochy) | 5. miejsce (IN), 71. miejsce (SP), 27. miejsce (MS), 14. miejsce (RL) |
| 2010 Vancouver/Whistler (Kanada)       | 33. miejsce (IN), 66. miejsce (SP), 15. miejsce (RL)                  |

### Mistrzostwa Świata
| 1997 Osrblie (Słowacja)              | 51. miejsce (SP), 19. miejsce (RL)                                                       |
| 1998 Pokljuka (Słowenia)             | DNF (PU)                                                                                 |
| 1999 Holmenkollen (Norwegia)         | 76. miejsce (SP), 70. miejsce (IN)                                                       |
| 2000 Holmenkollen (Norwegia)         | 7. miejsce (IN), 47. miejsce (SP), 28. miejsce (PU)                                      |
| 2001 Pokljuka (Słowenia)             | 34. miejsce (IN), 39. miejsce (SP), 26. miejsce (PU), 29. miejsce (MS), 18. miejsce (RL) |
| 2003 Chanty-Mansijsk (Rosja)         | 64. miejsce (IN), 41. miejsce (SP), 46. miejsce (PU), 14. miejsce (RL)                   |
| 2004 Oberhof (Niemcy)                | 29. miejsce (IN), 63. miejsce (SP), 10. miejsce (RL)                                     |
| 2005 Hochfilzen (Austria)            | 49. miejsce (IN), 72. miejsce (SP), 14. miejsce (RL)                                     |
| 2005 Chanty-Mansyjsk (Rosja)         | 16. miejsce (RM)                                                                         |
| 2006 Pokljuka (Słowenia)             | 25. miejsce (RM)                                                                         |
| 2007 Anterselva (Włochy)             | 27. miejsce (IN), 71. miejsce (SP), 15. miejsce (RL)                                     |
| 2008 Östersund (Szwecja)             | 16. miejsce (IN), 46. miejsce (SP), 52. miejsce (PU), 9. miejsce (RL)                    |
| 2009 P'yŏngch'ang (Korea Południowa) | 57. miejsce (IN), 56. miejsce (SP0, DNS (PU), 12. miejsce (RL)                           |

### Puchar Świata

#### Miejsca w klasyfikacji generalnej
| Sezon     | Miejsce |
| --------- | ------- |
| 1999/2000 | 50.     |
| 2000/2001 | 53.     |
| 2001/2002 | 52.     |
| 2002/2003 | 44.     |
| 2003/2004 | 82.     |
| 2005/2006 | 47.     |
| 2006/2007 | 79.     |
| 2007/2008 | 74.     |
| 2008/2009 | 92.     |
| 2009/2010 | 106.    |